# Grand Parc de la Briantais
Pour les articles homonymes, voir Grand Parc (homonymie).
Le Grand Parc de la Briantais est un domaine de 27 hectares, surplombant l'estuaire de la Rance,  situé dans le quartier de Saint-Servan à Saint-Malo.

## Présentation
Le Grand Parc de la Briantais surplombe les bords de la Rance, sur la pointe de la Briantais où est ancrée l'usine marémotrice de la Rance et offre une vue sur la baie Saint-Malo et sa tour Solidor ainsi que sur Dinard. Sa disposition réfléchie en plateaux et en allées ménage des effets de surprise adaptés aux différents points de vue.
Le domaine comprend un château du XVIIe siècle, reconstruit en 1864, de vingt mètres de long sur sept mètres de profondeur. Saisi comme bien national à la Révolution française, il appartenait à Michel Picot de Presmenil (1715-1788), membre d'une importante famille d'armateurs de Saint-Malo, qui avait épousé en 1744 Servanne Angélique Locquet. Il avait précédemment appartenu à Joseph de la Haye de la Briantais.
En 1803, une vente aux enchères permet son rachat par Jacques-Wulfren Ethéart. Il a ensuite appartenu à Guy La Chambre (1889-1975), maire de Saint Malo, héritier d'une grande famille d'armateurs, ministre des Troisième et Quatrième Républiques qui fut à l'origine de la reconstruction de la ville de Saint-Malo en 1945. Faute d'héritier, il fait don de La Briantais à l'Association diocésaine de Rennes en 1978. En 1999, la propriété est acquise par la Ville de Saint-Malo qui en assure l'entretien et l'ouvre gratuitement au public.
Le parc, notamment aménagé au XVIIIe siècle, a été réaménagé en 1935. Les tempêtes de 1987 et de 1999 privèrent le site d'environ 400 arbres dont beaucoup des XVIIIe et XIXe siècles, sur les 4 500 qu'il compte.
Il est quotidiennement ouvert à la promenade avec des horaires variant selon la saison. Le marché aux fleurs de Saint-Malo a lieu dans le parc du château chaque mois de mai.
Le parc dans son état actuel inclut de nombreuses statues, plusieurs fabriques et dépendances telles qu'une chapelle de 1778 (remaniée a posteriori), des lavoirs, un temple de l'Amour et des communs de style néo-normand construits au cours du 4e quart du XIXe siècle, dont un grand corps de ferme. Il comprend les ruines de l'ancien manoir du XVIIe siècle dans un bois aux abords du château actuel.